# Remparts romains de Grenoble
Les remparts romains de Grenoble sont un monument historique de l'Isère, situés dans la ville de Grenoble, en région Auvergne-Rhône-Alpes.
Ce vestige qui date du IIIe siècle, est positionné dans le centre historique de la ville. Il a été inscrit au titre des monuments historiques le 14 février 1957.
S'il est bien connu à partir des sources archivistiques qui permettent d'apprécier le tracé de l'enceinte dans la trame urbaine, les vestiges encore en élévation demeurent très discrets.

## Accès

### À pied
Ces ruines sont situées dans la zone piétonne de la ville, au carrefour de la rue Lafayette et de la rue de la République et elles sont accessibles aux passants depuis n'importe quel point de la ville. 
Bien que parfaitement visibles de la rue, celles-ci sont situées dans l'enceinte d'une propriété privée et l'accès intérieur du site est fermé par une grille.

### Transports publics
Ces ruines sont desservies par les ligne A et ligne B  du réseau de tramway de l'agglomération grenobloise. La station la plus proche se dénomme Hubert Dubedout - Maison du Tourisme.

## Histoire

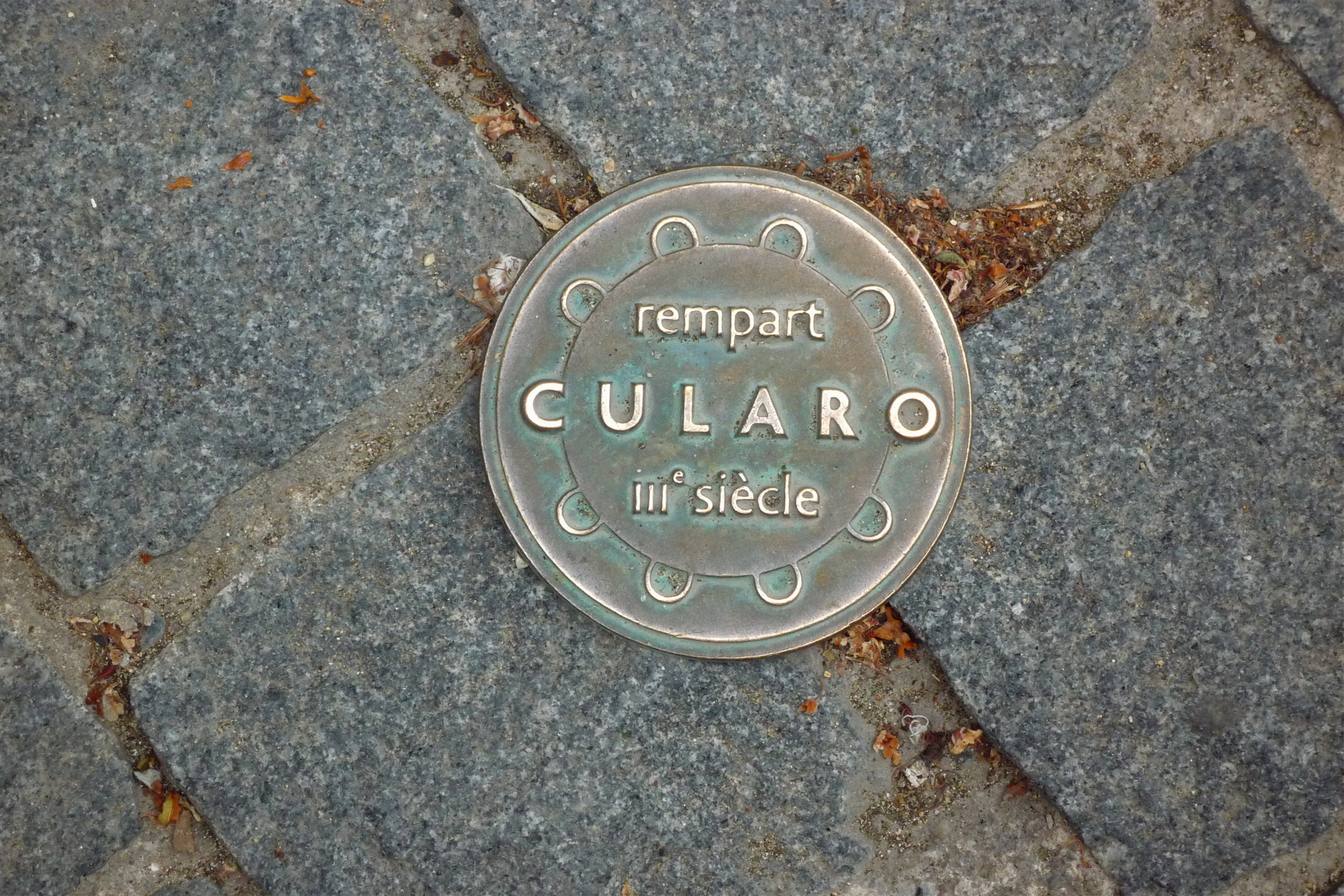
Clous de bronze représentant le cheminement de l'enceinte romaine de Grenoble

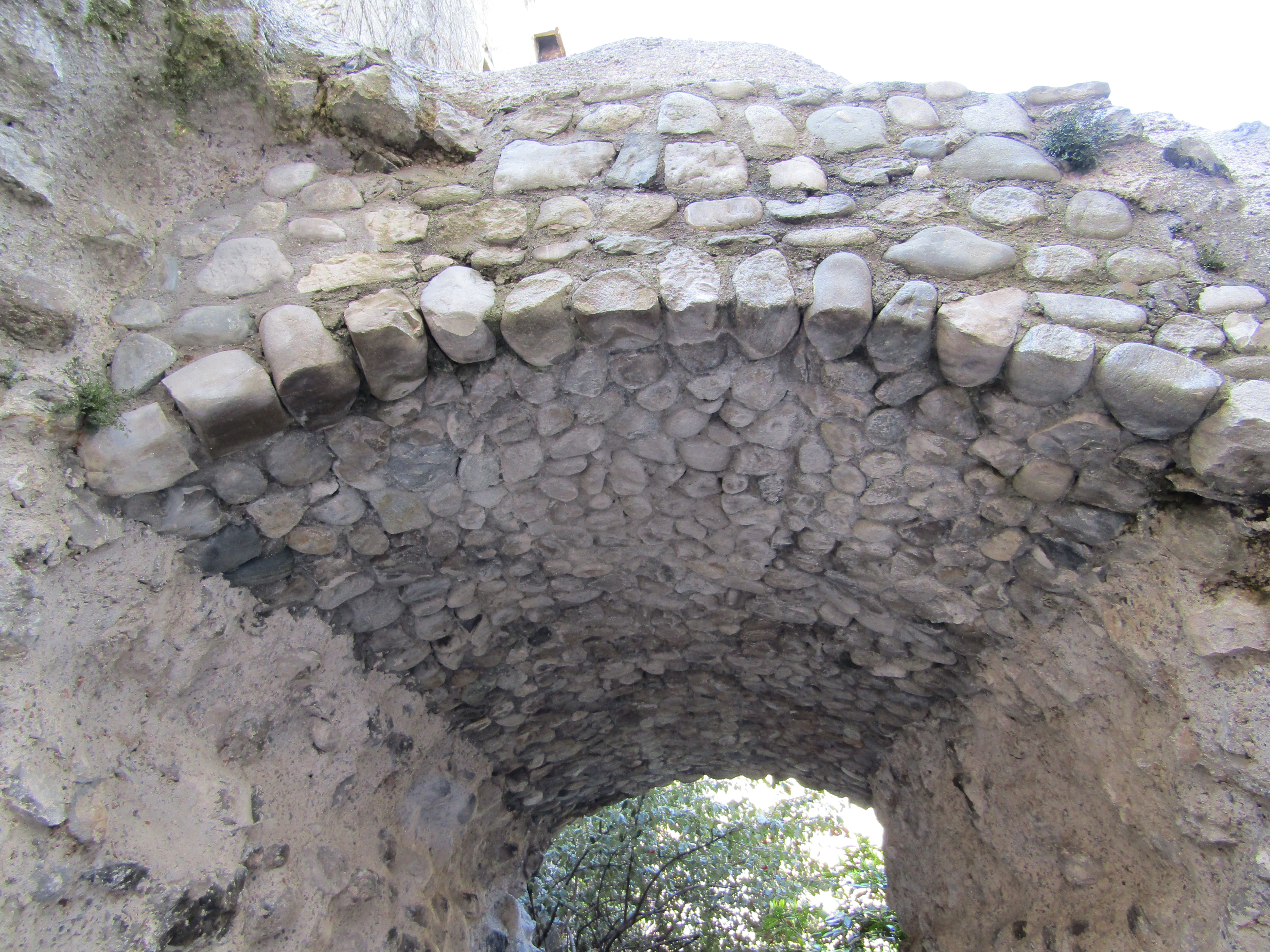
Ouverture moderne ou contemporaine dans le rempart romain de Grenoble (détail)

Jusqu'au IIIe siècle, le petit bourg gallo-romain de Cularo est une bourgade ouverte, à l'instar de nombreuses autres cités de la Gaule à cette époque. Mais des mouvements liés aux débuts des invasions barbares entraînent l'édification de fortifications avant la fin de ce siècle. La construction du mur d'enceinte à Cularo composé de trente tours semi-circulaires et d'1,6 km de long se déroule entre 285 et 293, c'est-à-dire sous le règne commun des empereurs Dioclétien et Maximien.
Ce rempart est pourvu de tours en demi-cercle est entouré de fossés remplis d'eau. L'accès se faisait par deux portes, au nord dont la porte Viennoise, située à l'emplacement l'actuelle place Notre-Dame et au sud, la porte Jovia ou « Traine », (contraction de "romaine"), située à l'extrémité de l'actuelle place Grenette, donc très proche de l'emplacement de ces ruines encore visibles en 2019.
Durant les treize siècles suivants, les remparts restent en place en grande partie, malgré deux extensions au cours du Moyen Âge. Sa construction est très dissuasive car il ne sera jamais attaqué durant cette période.
En 1963, à l'occasion de travaux de rénovation dans le centre-ville liés à la construction d'un immeuble, les bases de trois tours du rempart sont mises au jour et ensuite reprises par des fouilles archéologiques. Des tessons situés à l’extérieur du mur peuvent évoquer l'existence d'un dépotoir antique et les historiens estiment également que des maisons, construites dans cette enceinte, étaient accolées aux remparts. D'autres vestiges de ce rempart ont été découverts dans le centre ancien de Grenoble, notamment dans le parc public du jardin de ville, à proximité immédiate de l'Hôtel de Lesdiguières.
La publication française en archéologie Gallia, notamment spécialisée dans l’Antiquité tardive, présente dans son tome 22, fascicule 2, édité en 1964 et publiée sur le portail de revues Persée un ensemble de photographies des fouilles pratiquées à l'époque et révélant le parcours des remparts gallo-romains entre la halle Sainte-Claire et la rue Lafayette. Ces vestiges ont été détruits à la suite de la construction d'un immeuble et seuls les vestiges actuellement visibles ont pu être conservés .

## Description

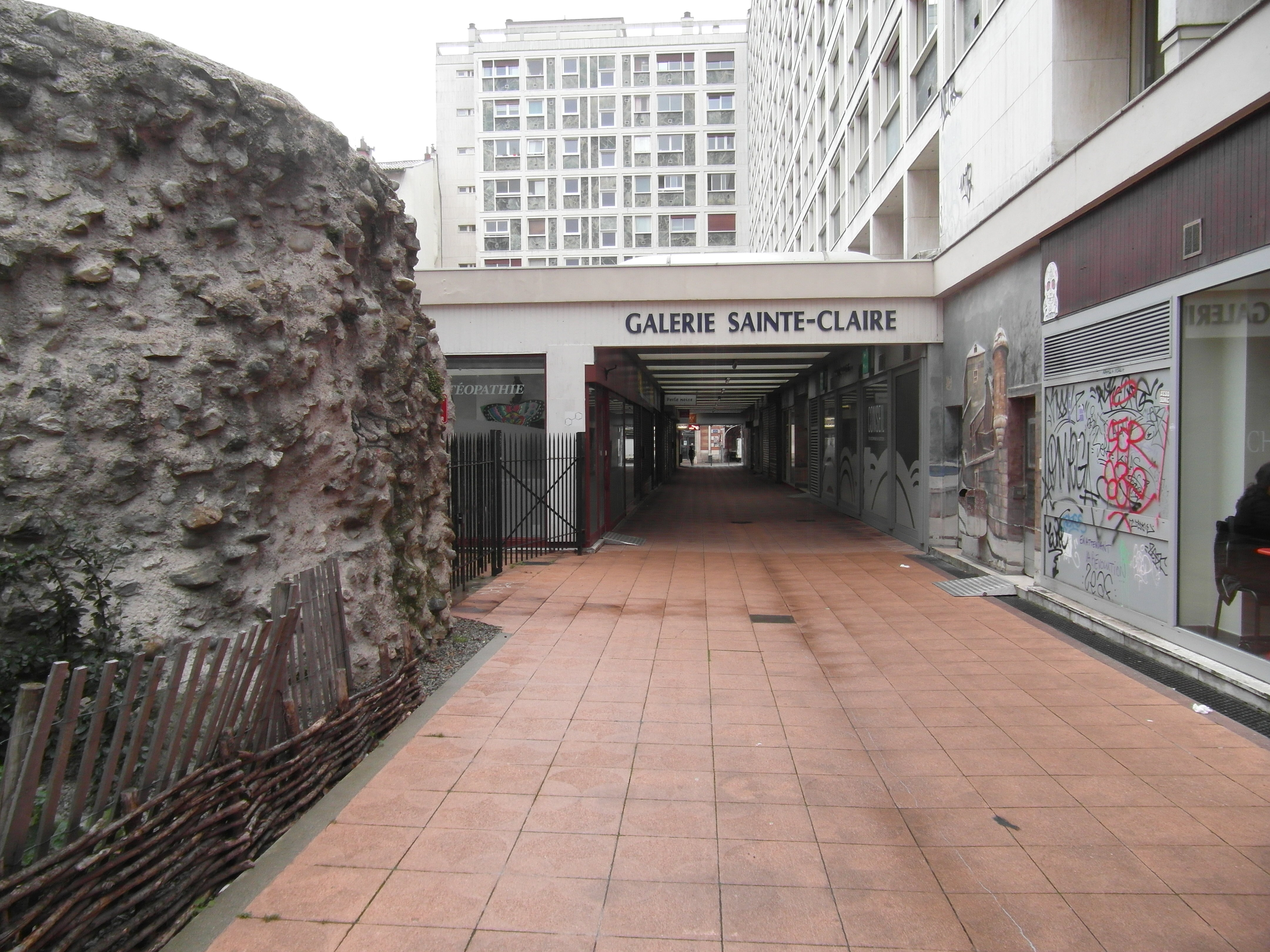
Rempart romain dans la ville

Ces ruines correspondent à de modestes vestiges de l'enceinte romaine sous la forme d'une petite tour et d'une courtine percée à une date indéterminée par un passage voûté et qui ont été dégagés en 1963, au bout de la rue Lafayette, vers le passage Sainte-Claire dans un secteur entièrement piétonnier à deux pas de la Halle Sainte-Claire. 
Ces ruines qui ne dépassent pas cinq mètres de hauteur occupent quelques dizaines de m2 entre deux immeubles dans l'enceinte même d'une propriété privée.
La municipalité de Grenoble a fait installer de nombreux clous de bronze, plantés dans le sol de la ville avec une simple inscription permettant d'indiquer aux promeneurs et aux passants les anciennes limites romaines de la ville, telles qu'elles étaient durant l'édification des remparts antiques.